# Хлорид ванадия(III)
Хлори́д вана́дия(III) (трихлори́д вана́дия, трёххло́ристый вана́дий) — неорганическое соединение, соль металла ванадия и соляной кислоты с формулой VCl3, фиолетовые кристаллы, плохо растворимые в воде, образует кристаллогидрат с химической формулой VCl3·6H2O.

## Получение
- Электролиз суспензии оксида ванадия(V) в разбавленной соляной кислоте:

{\displaystyle {\mathsf {V_{2}O_{5}+10HCl\ {\xrightarrow {e^{-}}}\ 2VCl_{3}+2Cl_{2}\uparrow +5H_{2}O}}}
- Разложение при нагревании хлорида ванадия(IV):

{\displaystyle {\mathsf {2VCl_{4}\ \xrightarrow {150-170^{o}C} \ 2VCl_{3}+Cl_{2}\uparrow }}}
- Восстановление атомарным водородом хлорида ванадия(IV):

{\displaystyle {\mathsf {VCl_{4}+H_{(Zn,HCl)}^{0}\ {\xrightarrow {\tau }}\ VCl_{3}+HCl}}}
- Восстановление ванадием хлорида ванадия(IV):

{\displaystyle {\mathsf {3VCl_{4}+V\ {\xrightarrow {\tau }}\ 4VCl_{3}}}}

## Физические свойства
Хлорид ванадия(III) образует фиолетовые кристаллы тригональной сингонии, пространственная группа R 3, параметры ячейки a = 0,6012 нм, c = 1,734 нм, Z = 6.
Возгоняется при температуре выше 425 °C. Растворим в воде. При кристаллизации из водных растворов осаживается кристаллогидрат состава VCl3·6H2O, который имеет строение [V(H2O)4Сl2]Cl.

## Химические свойства
- Разлагается при нагревании в инертной атмосфере:

{\displaystyle {\mathsf {2VCl_{3}\ {\xrightarrow {400-500^{o}C,N_{2}}}\ VCl_{4}+VCl_{2}}}}
{\displaystyle {\mathsf {2VCl_{3}\ {\xrightarrow {500-800^{o}C,N_{2}}}\ 2VCl_{2}+Cl_{2}}}}
- Реагирует с концентрированными серной и азотной кислотами:

{\displaystyle {\mathsf {2VCl_{3}+H_{2}SO_{4}\ {\xrightarrow {}}\ 2VOCl_{2}+SO_{2}\uparrow +2HCl}}}
{\displaystyle {\mathsf {VCl_{3}+2HNO_{3}\ {\xrightarrow {90^{o}C}}\ VO_{2}Cl+2NO_{2}\uparrow +2HCl}}}
- Реагирует с щелочами:

{\displaystyle {\mathsf {VCl_{3}+3NaOH\ {\xrightarrow {}}\ V(OH)_{3}\downarrow +3NaCl}}}
- Восстанавливается водородом:

{\displaystyle {\mathsf {VCl_{3}+H_{Zn,HCl}^{0}\ {\xrightarrow {}}\ VCl_{2}+HCl}}}
{\displaystyle {\mathsf {2VCl_{3}+H_{2}\ {\xrightarrow {400^{o}C}}\ 2VCl_{2}+2HCl}}}
{\displaystyle {\mathsf {2VCl_{3}+3H_{2}\ {\xrightarrow {900^{o}C}}\ 2V+6HCl}}}
- Реагирует с хлоридами щелочных металлов:

{\displaystyle {\mathsf {VCl_{3}\ {\xrightarrow {KCl,800^{o}C}}\ K[VCl_{4}],K_{3}[VCl_{6}],K_{2}[V_{2}Cl_{9}]}}}
- Реагирует с монооксидом углерода в сероуглероде:

{\displaystyle {\mathsf {2VCl_{3}+12CO+4Mg\ {\xrightarrow {135^{o}C}}\ Mg[V(CO)_{6}]\downarrow +3MgCl_{2}}}}
{\displaystyle {\mathsf {Mg[V(CO)_{6}]+2HCl\ {\xrightarrow {}}\ V(CO)_{6}+MgCl_{2}+H_{2}\uparrow }}}